# Liste der Gemeinden in New Brunswick
Dies ist eine Liste der Gemeinden in der kanadischen Provinz New Brunswick.

## Städte
Die folgende Tabelle enthält die Gemeinden der Provinz die den Gemeindestatus City oder Town haben sowie die besonderen Gemeinden mit dem Status Regional municipality und Rural community. Die Tabelle enthält neben dem jeweiligen Gründungsjahr und dem Gemeindestatus die Veränderung der Einwohnerzahlen zwischen den beiden letzten Volkszählungen und ihre Einwohnerzahlen aus den jeweiligen Jahren von Statistics Canada, der nationalen Statistikagentur Kanadas.
| Stadt                 | Status                | Stadtrecht seit | Einwohner +/− 2016/2011 | Einwohner (2016) | Einwohner (2011) | Einwohner (2006) |
| --------------------- | --------------------- | --------------- | ----------------------- | ---------------- | ---------------- | ---------------- |
| Bathurst              | City                  | 1912            | − 3,1 %                 | 11.897           | 12.275           | 12.714           |
| Campbellton           | City                  | 1888            | − 6,8 %                 | 6.883            | 7.385            | 7.384            |
| Dieppe                | City                  | 1952            | 8,9 %                   | 25.384           | 23.310           | 18.565           |
| Edmundston            | City                  | 1952            | 3,4 %                   | 16.580           | 16.032           | 16.643           |
| Fredericton           | City                  | 1848            | 3,6 %                   | 58.220           | 56.224           | 50.535           |
| Miramichi             | City                  | 1995            | − 1,5 %                 | 17.537           | 17.811           | 18.129           |
| Moncton               | City                  | 1890            | 4,1 %                   | 71.889           | 69.074           | 64.128           |
| Saint John            | City                  | 1785            | − 3,6 %                 | 67.575           | 70.063           | 68.043           |
| Beresford             | Town                  | 1967            | − 1,4 %                 | 4.288            | 4.351            | 4.264            |
| Bouctouche            | Town                  | 1966            | − 2,6 %                 | 2.361            | 2.423            | 2.383            |
| Caraquet              | Town                  | 1961            | 1,9 %                   | 4.248            | 4.169            | 4.156            |
| Dalhousie             | Town                  | 1905            | − 11,0 %                | 3.126            | 3.512            | 3.676            |
| Florenceville-Bristol | Town                  | 2008            | − 2,1 %                 | 1.604            | 1.639            | 1.539            |
| Grand Bay-Westfield   | Town                  | 1998            | − 3,0 %                 | 4.964            | 5.117            | 4.981            |
| Grand Falls           | Town                  | 1890            | − 6,7 %                 | 5.326            | 5.706            | 5.650            |
| Hampton               | Town                  | 1966            | − 0,1 %                 | 4.289            | 4.292            | 4.004            |
| Hartland              | Town                  | 1918            | 1,1 %                   | 957              | 947              | 947              |
| Lamèque               | Town                  | 1966            | − 10,3 %                | 1.285            | 1.432            | 1.422            |
| Nackawic              | Town                  | 1976            | − 10,3 %                | 941              | 1.049            | 977              |
| Oromocto              | Town                  | 1956            | 3,3 %                   | 9.223            | 8.932            | 8.402            |
| Quispamsis            | Town                  | 1966            | 1,7 %                   | 18.245           | 17.886           | 15.239           |
| Richibucto            | Town                  | 1966            | − 1,6 %                 | 1.266            | 1.286            | 1.290            |
| Riverview             | Town                  | 1973            | 2,8 %                   | 19.667           | 19.128           | 17.832           |
| Rothesay              | Town                  | 1988            | − 2,0 %                 | 11.659           | 11.947           | 11.637           |
| Sackville             | Town                  | 1903            | − 4,1 %                 | 5.331            | 5.558            | 5.411            |
| Saint Andrews         | Town                  | 1903            | − 5,5 %                 | 1.786            | 1.889            | 1.798            |
| St. George            | Town                  | 1904            | 17,9 %                  | 1.543            | 1.309            | 1.309            |
| Saint-Léonard         | Town                  | 1920            | − 1,7 %                 | 1.517            | 1.543            | 1.352            |
| Saint-Quentin         | Town                  | 1947            | 4,7 %                   | 2.194            | 2.095            | 2.250            |
| St. Stephen           | Town                  | 1871/1973       | − 8,3 %                 | 4.415            | 4.817            | 4.780            |
| Shediac               | Town                  | 1903            | 10,1 %                  | 6.664            | 6.053            | 5.497            |
| Shippagan             | Town                  | 1947            | − 1,9 %                 | 2.580            | 2.631            | 2.754            |
| Sussex                | Town                  | 1904            | − 0,7 %                 | 4.282            | 4.312            | 4.241            |
| Woodstock             | Town                  | 1856            | − 0,5 %                 | 5.228            | 5.254            | 5.113            |
| Tracadie              | Regional municipality | 2014            | − 0,1 %                 | 16.114           | 16.137           |                  |
| Beaubassin East       | Rural community       | 1995            | 2,8 %                   | 6.376            | 6.200            | 6.429            |
| Campobello Island     | Rural community       | 2010            | − 5,7 %                 | 872              | 925              | 1.056            |
| Cocagne               | Rural community       | 2014            | 4,3 %                   | 2.649            | 2.540            |                  |
| Hanwell               | Rural community       | 2014            | 0,2 %                   | 4.750            | 4.740            |                  |
| Kedgwick              | Rural community       | 2012            | − 5,6 %                 | 1.979            | 2.089            | 1.146            |
| Saint-André           | Rural community       | 2006            | − 5,7 %                 | 772              | 819              | 868              |
| Upper Miramichi       | Rural community       | 2008            | − 6,5 %                 | 2.218            | 2.373            | 2.414            |

## Weitere Gemeinden
Die nachfolgende Auflistung enthält alle Gemeinden mit dem Status Village in der Provinz New Brunswick.
| Inhaltsverzeichnis A B C D E F G H I J K L M N O P Q R S T U V W X Y Z |

| - Alma - Aroostook - Atholville - Baker Brook - Balmoral - Bas-Caraquet - Bath - Belledune - Bertrand - Blacks Harbour - Blackville - Cambridge-Narrows - Canterbury - Cap-Pelé - Centreville - Charlo - Chipman - Clair - Doaktown - Drummond - Eel River Crossing | - Fredericton Junction - Gagetown - Grand Manan - Grande-Anse - Harvey Station - Hillsborough - Lac Baker - Le Goulet - Maisonnette - McAdam - Meductic - Memramcook - Millville - Minto - Neguac - New Maryland - Nigadoo - Norton | - Paquetville - Perth-Andover - Petitcodiac - Petit-Rocher - Plaster Rock - Pointe-Verte - Port Elgin - Rexton - Riverside-Albert - Rivière-Verte - Rogersville - Sainte-Anne-de-Madawaska - Saint-Antoine - Saint-François-de-Madawaska - Saint-Hilaire - Saint-Isidore - Saint-Léolin - Saint-Louis de Kent - Sainte-Marie-Saint-Raphaël - St. Martins - Salisbury - Stanley - Sussex Corner - Tide Head - Tracy |